# Šmu'el Avital
Šmu'el Avital (hebrejsky: שמואל אביטל) je izraelský politik a bývalý poslanec Knesetu za Izraelskou stranu práce.

## Biografie
Narodil se 22. dubna 1951 v Casablance v Maroku. V roce 1953 přesídlil do Izraele. Vystudoval Ben Gurionovu univerzitu. Sloužil v izraelské armádě, kde získal hodnost plukovníka (Aluf Mišne). Pracoval jako agronom. Hovoří hebrejsky, arabsky a anglicky.

## Politická dráha
Působil jako vedoucí odboru Strany práce pro mošavy. V izraelském parlamentu zasedl po volbách v roce 1992, v nichž kandidoval za Stranu práce. Zasedal ve výboru pro ekonomické záležitosti, výboru House Committee a výboru pro záležitosti vnitra a životního prostředí.
Ve volbách v roce 1996 mandát neobhájil. V letech 2001–2002 se stal jako nečlen Knesetu ministrem bez porfeje ve vládě Ariela Šarona. Někdy je jeho ministerský post také popisován jako Ministr pro sociální koordinaci.